# Jim B. Tucker
Jim B. Tucker M.D (* 1. ledna 1960) je profesor psychiatrie a neurobehaviorálních věd na Univerzitě ve Virginii a zároveň ředitel tamního oddělení Division of Perceptual Studies, které se zabývá výzkumem domnělých vzpomínek na minulé životy u malých dětí, prožitků blízké smrti, „psi“ jevů a změněných stavů vědomí 

## Životopis
Jim Tucker se narodil a vyrostl v Severní Karolíně, kde také vystudoval univerzitu na Chapel Hill. Získal tam titul doktora medicíny a vzdělání v oboru dětské psychiatrie. Před nástupem na Division of perceptual studies v roce 1999 několik let provozoval soukromou psychiatrickou praxi.

## Výzkum reinkarnace
K Ianu Stevensonovi, který jako první začal vyšetřovat údajné spontánní vzpomínky na minulé životy, se přidal v roce 1999, o rok později na plný úvazek. Soustředil se především na případy z USA, především kvůli tomu, že na rozdíl od případů ze zemí, kde působil Stevenson (Indie, Myanmar apod.) nejsou zatížené kulturními a náboženskými vlivy, což přináší riziko tvorby falešných vzpomínek (v důsledku jevů jako Konfabulace či kryptoamnézie, především u případů domnělé reinkarnace do vlastní rodiny) a navíc přináší jednoduchou možnost kritiky. V USA převažující křesťanství reinkarnaci odmítá, ale i přes to přibližně 25 % amerických křesťanů v nějakou možnost reinkarnace věří.
V roce 2014 se stal ředitelem Division of perceptual studies.
Je autorem stupnice Strength of case scale (Stupnice síly případu), která hodnotí „sílu“ daného případu domnělé reinkarnace.

## Mediálně známé případy
James Leininger – Patrně nejznámější případ domnělé reinkarnace v západním světě. James Leininger byl údajně v minulém životě druhoválečným pilotem jménem James Huston. Jeho vzpomínky se ze začátku projevovaly především častými nočními můrami o smrti v hořícím letadle. Většina detailů, které sdělil, byla při vyšetřování potvrzena.
Ryan Hammons – Další americký případ. Ryan se při prohlížení knihy o Hollywoodu identifikoval jako Marty Martyn. Na fotografii z filmu Night After Night, kde byl však Martyn pouze jako komparzista (v herecké branži se nikdy neprosadil a jeho jméno bylo tedy většinou neznámé). Stejně jako u Leiningera byla potvrzena většina detailů, které sdělil. Například sdělil věk úmrtí 61 let, přestože oficiální úmrtní list stanovil pouhých 59 let. Ukázalo se, že věk úmrtí 59 let je nesprávný, podle dřívějších záznamů, které udávaly rok Martynova narození 1903 .

## Strength of case scale
Stupnice pro měření relativní „síly“ jednotlivých případů na základě mnoha faktorů .
Mateřská znaménka korespondující se smrtícími i běžnými zraněními z předchozího života – Silnější, pokud je bylo možné potvrdit pomocí lékařských či pitevních záznamů.
Výroky o předchozím životě – Na základě počtu ověřených a vyvrácených výroků.
Neobvyklé chování korespondující s předchozí osobou – Například stravovací návyky, touha po intoxikantech, fobie apod.
Spojení s předchozí osobou – Silnější, pokud předchozí osoba žila daleko a v jiné rodině, která se se současnou nezná (což snižuje riziko tvorby falešných vzpomínek)